# Хасбулат удалой
«Хас-Булат удалой» (другое название «Элегия») — русский романс. Слова А. Н. Аммосова, музыка О. Х. Агреневой-Славянской. Стихотворение впервые опубликовано 16 ноября 1858 года в газете «Русский инвалид». Оно использует популярную в русской поэзии со времён Лермонтова тему романтизации горцев Кавказа. Александр Аммосов сам был офицером, служившим на Кавказе, что могло послужить для него источником вдохновения. На музыку стихотворение было положено позже, женой и соратницей знаменитого собирателя и исполнителя народных песен Дмитрия Агренева-Славянского, Ольгой (1847—1920). По другой версии, Ольга Агренева-Славянская только обработала мелодию, на которую к тому времени уже исполняли романс. Романс стал часто исполняемой, популярной песней уже в конце XIX века.
Этот романс прожил долгую жизнь, был записан на пластинки и до сих пор исполняется различными певцами. Имеет несколько более поздних версий. Романс входил в репертуар Надежды Плевицкой (1884—1941). Её исполнение было записано на пластинку московским отделением фирмы «Братья Пате» в 1908 году.